# Flambeau (Magazin)
Flambeau war ein Kunst- und Literatur-Magazin in St. Vincent. Es wurde 1965 gegründet und von der Kingstown Study Group herausgegeben.
Zu den Gründern gehörte auch Kenneth John, der zusammen mit Daniel Williams das Magazin herausgab.
Auszüge aus dem Magazin von 1965 bis 1968 wurden in einem Paar von Anthologien 2006 erneut herausgegeben: Search For Identity und Quest For Caribbean Unity. Eine dritte Anthologie, Home Sweet Home, mit Gedichten und Kurzgeschichten wurde 2007 herausgegeben.